# Diana Krall
Diana Jean Krall, OC, OBC (født 16. november 1964) er en canadisk jazzpianist og sangerinde.

## Biografi
Diana Krall blev født ind i en musikalsk familie i Nanaimo, British Columbia, Canada. Hun begyndte at spille piano som 4-årig. Familien flyttede til Vancouver. Da hun gik i high school, begyndte hun at spille i et lille jazzband. Som 15-årig begyndt hun at spille regelmæssigt i flere restauranter i Nanaimo.
Som 17-årig fik hun et scholarship fra Vancouver International Jazz Festival, så hun kunne studere på Berklee College of Music i Boston. Hun gennemførte tre semestre. 
Hendes optræden i Nanaimo tiltrak opmærksomhed fra den berømte bassist Ray Brown (afdøde Ella Fitzgerald ex-mand). Efter at have hørt hende spille, overtalte han Diana Krall til at flytte til Los Angeles og studere hos pianisten Jimmy Rowles, som hun også begyndte at synge med. Dette bragte hende også i kontakt med indflydelsesrige lærere og producere. I 1990 flyttede Diana Krall til New York. 
Diana Krall og den britiske musiker Elvis Costello blev gift i december 2003. De fik tvillinger i december 2006 – deres første fælles børn.

## Professionel karriere
Diana Krall udgav sit første album Stepping Out i 1993. Indspillet med John Clayton og Jeff Hamilton. Andet album Only Trust Your Heart udkom i 1995 og var produceret  af Tommy LiPuma.
Hendes tredje album All for You: A Dedication to the Nat King Cole Trio (1996) blev nomineret til en Grammy og lå i 70 uger på Billboard jazz charts. Love Scenes (1997) blev hurtigt et hit med trioen Diana Krall, Russell Malone (guitar) and Christian McBride (bass).
I august 2000 optrådte Diana Krall sammen med Tony Bennett på en 20-byers tour.
Orkesterarrangementer af Johnny Mandel dannede baggrunden på When I Look In Your Eyes (1999). Flere Grammynomineringer fulgte, og hun blev udnævnt til Best Jazz Musician of the Year. Claus Ogerman stod for arrangementerne på The Look of Love (2001). Dette album solgte til platin og nåede top 10 på Billboard 200. The Look of Love røg til tops på albumlisten i Canada, hvor den også opnåede 4-dobbelt platin. Titelnummeret – der er en coverversion af et Casino Royale nummer, som blev populariseret sidst i 1960'erne af Dusty Springfield og Sergio Mendes- nåede at blive nummer 22 ”adult contemporary chart”.
I september 2001 startede Diana Krall en world tour. Hendes koncert på the "Paris Olympia" blev indspillet og udgivet som hendes første liveplade – findes også på DVD. Diana Krall – Live in Paris toppede Billboard jazz charts, nåede top 20 på Billboard 200 og top 5 i Canada. Den indbragte hende hendes anden Grammy (Best Vocal Jazz Record) og en Juno Award. Albummet indeholder en coverversion af Billy Joel's "Just The Way You Are" og Joni Mitchell's "A Case Of You." Turneen bragte hende også til København den 22. januar 2002.
Forholdet til hendes mand Elvis Costello startede som et professionelt samarbejde. Hun komponerer nu også egne sange, som ”Costello” er medsangskriver på The Girl in the Other Room. Albummet – udgivet i april 2004 – røg hurtigt op på Top 5 i UK og top 40 på det album listen i Australien. "Temptation", der er en coverversion af Tom Waits-sangen fra hans album Frank's Wild Years fra 1987, nåede nummer 1 på World Jazz Charts (baseret på USA, Tyskland, Frankrig, Japan og Kina).
Fredag, den 12. november 2004 optrådte Diana Krall for et begejstret publikum i Falkonersalen, på Frederiksberg, København.

## Æresbevisninger
I 2000 modtog Diana Krall Order of British Columbia. I 2003 fik hun en æresgrad som PhD (Fine Arts) på University of Victoria. I 2005 blev hun ”Officer of the Order of Canada”.
Hun er æresmedlem af bestyrelsen i Multiple Myeloma Research Foundation.

## Diskografi
- 2020 – This Dream of You
- 2018 – Love Is Here to Stay
- 2017 – Turn Up the Quiet
- 2015 – Wallflower
- 2012 – Glad Rag Doll – Records)
- 2009 – Quiet Nights – (Verve Records)
- 2007 – The Very Best of Diana Krall – (Verve Records)
- 2006 – From This Moment On – (Verve Records)
- 2005 – Christmas Songs w/ the Clayton/Hamilton Jazz Orchestra – (Verve Records)
- 2004 – The Girl in the Other Room – (Verve Records)
- 2002 – Live in Paris – (Verve Records)
- 2001 – The Look of Love – (Verve Records)
- 1999 – When I Look in Your Eyes – (Verve Records)
- 1998 – Have Yourself A Merry Little Christmas – (Impulse! Records)
- 1997 – Love Scenes – (Impulse! Records)
- 1996 – All for You: A Dedication to the Nat King Cole Trio – (Impulse! Records)
- 1995 – Only Trust Your Heart – (GRP Records)
- 1993 – Stepping Out – (Justin Time Records)
- 1989 (2002) – Heartdrops w/ Vince Benedetti – (TCB, unauthorized)

## DVD’er
- 2004 – Live at the Montreal Jazz Festival – (Verve Records)
- 2002 – Live in Paris – (Eagle Records)

## Eksterne links
- Diana Kralls website Arkiveret 23. februar 2011 hos  Wayback Machine
- Diana Kralls tyske website Arkiveret 10. maj 2009 hos  Wayback Machine
- DianaKrallfans.com Arkiveret 27. oktober 2020 hos  Wayback Machine Uofficiel fan website
- Officiel polsk fanklub (med engelsk version) Arkiveret 3. januar 2006 hos  Wayback Machine
- Diana Krall på Internet Movie Database (engelsk)
- Diana Krall på Svensk Filmdatabas (svensk)
- Diana Krall på AlloCiné (fransk)
- Diana Krall på AllMovie (engelsk)
- Diana Krall på The Movie Database (engelsk)
- Diana Krall på Encyclopædia Britannica Online (engelsk)